# أندراس أدوريان
أندراس أدوريان (بالمجرية: Adorján András) András Adorján لاعب شطرنج مجري يحمل لقب أستاذ كبير. ولد في 31 مارس 1950 في بودابست.
حصل على لقب أستاذ دولي عام 1970، ثم على لقب أستاذ كبير عام 1973. فاز ببطولة المجر عام 1973. ألف العديد من كتب الشطرنج.

## روابط خارجية
- أندراس أدوريان على موقع الاتحاد الدولي للشطرنج (الإنجليزية)
- أندراس أدوريان على موقع مباريات الشطرنج (الإنجليزية)
- أندراس أدوريان على موقع 365Chess.com (الإنجليزية)
- أندراس أدوريان على موقع Chesstempo.com (الإنجليزية)
- أندراس أدوريان على موقع الاتحاد الأمريكي للشطرنج (الإنجليزية)
- أندراس أدوريان سجل أولمبياد الشطرنج على موقع OlimpBase.org (الإنجليزية)